# Sinagoga Ibn Danan
La sinagoga Ibn Danan —en àrab كنيس ابن دنان, kanīs Ibn Danān; en hebreu בית הכנסת אבן דנאן— és una sinagoga de la ciutat de Fes, al Marroc, que data del segle xvii. L'entrada al seu interior és a través d'una senzilla porta que condueix immediatament a un tram d'escales, que al seu torn condueixen fins a l'espai central i rectangular de la sinagoga. La construcció és de maçoneria recoberta amb guix. El sostre és de fusta pintada.